# Diccionario dialectal del Valle de Hecho
Diccionario dialectal del Vall de Hecho és el títol original d'un diccionari de lèxic de l'Alt Aragó publicat per l'Estació d'Estudis Pirinencs (actual Institut Pirinenc d'Ecologia) del Consell Superior d'Investigacions Científiques d'Espanya el 1944. L'autora´és Hortensia Buisán Bernad (Saragossa, 1920 - ídem, 1994), filla d'emigrants sobrarbencs a la capital aragonesa, i —en donen fe els qui la van conèixer— profundament entesa en el vocabulari de la comarca natural dels seus pares, més que no en el de la Jacetània; malgrat que per haver nascut a Saragossa i haver-s'hi criat ells li haurien trasmès principalment el castellà.
El diccionari ha estat reeditat a tall de facsímil per l'editorial saragossana Gara d'Edizions el 2005, amb pròleg de l'editor i la introducció de Pascual Miguel i Chesús Casaus. El títol de la reedició és «Diccionario Dialectal Altoaragonés» perquè, segons els seus promotors, les prop de set-centes paraules recollides corresponen més aviat a una àrea ampla de l'Alt Aragó que no pas solament a la vall d'Echo.

## Particularitats
Hortensia Buisán Bernad va presentar el vocabulari recollit la primavera del 1944 com a resposta a una convocatòria de concurs per un premi de 1.000 pessetes feta pública a la premsa en la secció de filologia del CSIC, tot firmant-hi com a «Hortensia B. Bernad». Les bases del concurs establien que el vocabulari havia de ser de la vall d'Echo. Tanmateix, com Chesús Casaus i Pascual Miguel indiquen en la seva introducció a l'edició del 2005, això segurament es degué al desconeixement dels convocadors del concurs de l'existència d'altres variants vives de l'aragonès, pensament comú entre els intel·lectuals aragonesos de la primera meitat del segle XX.
No obstant això, com també assenyalen Miguel i Casaus, és força probable que Buisán conegués per experiència personal com és de profusa la distribució del lèxic «dialectal» de l'aragonès en la realitat, atès que pels seus fills se sap que de jove acostumava a estiuejar a casa del seu pare a Oto (vall de Broto, Sobrarb) i que també tenia molt de contacte amb casa de la seva mare a Nerín (vall de Vio, Sobrarb). Per tot això, i perquè els investigadors Miguel i Casaus van aprofitar el vocabulari d'Hortensia per a fer qüestionaris a les dites viles, suggereixen que tal vegada el vocabulari no era tan propi de la vall d'Echo com hom pensaria per les condicions de convocatòria i pel mateix títol que Buisán li va posar.